# Wajir
Wajir es una ciudad del noreste de Kenia, capital del condado de Wajir. 

## Historia
Los habitantes locales generalmente atribuyen un grupo de cairn cerca de Wajir a  los Maadiinle, un pueblo semilegendario de gran estatura, que está asociado con los somalíes. A.T. Curle (1933) informó de la excavación de dos de estos grandes túmulos, encontrando rastros de restos óseos que se desmoronaron al tocarlos, así como fragmentos de loza y un anillo de cobre.

## Demografía
Wajir está habitado principalmente por somalíes. El censo de 2019 informó una población total de 90.116 habitantes.

## Clima
La ciudad posee un clima árido, motivo por el cual es propensa a la sequía. En el año 2006 esto último causó una gran hambruna.
| Parámetros climáticos promedio de Wajir | Parámetros climáticos promedio de Wajir | Parámetros climáticos promedio de Wajir | Parámetros climáticos promedio de Wajir | Parámetros climáticos promedio de Wajir | Parámetros climáticos promedio de Wajir | Parámetros climáticos promedio de Wajir | Parámetros climáticos promedio de Wajir | Parámetros climáticos promedio de Wajir | Parámetros climáticos promedio de Wajir | Parámetros climáticos promedio de Wajir | Parámetros climáticos promedio de Wajir | Parámetros climáticos promedio de Wajir | Parámetros climáticos promedio de Wajir |
| Mes                                     | Ene.                                    | Feb.                                    | Mar.                                    | Abr.                                    | May.                                    | Jun.                                    | Jul.                                    | Ago.                                    | Sep.                                    | Oct.                                    | Nov.                                    | Dic.                                    | Anual                                   |
| --------------------------------------- | --------------------------------------- | --------------------------------------- | --------------------------------------- | --------------------------------------- | --------------------------------------- | --------------------------------------- | --------------------------------------- | --------------------------------------- | --------------------------------------- | --------------------------------------- | --------------------------------------- | --------------------------------------- | --------------------------------------- |
| Temp. máx. media (°C)                   | 35                                      | 35.6                                    | 35.6                                    | 34.4                                    | 33.3                                    | 32.2                                    | 31.1                                    | 31.7                                    | 32.8                                    | 33.3                                    | 32.8                                    | 33.3                                    | 33.4                                    |
| Temp. mín. media (°C)                   | 21.1                                    | 22.2                                    | 23.3                                    | 23.9                                    | 22.8                                    | 21.1                                    | 20.6                                    | 20.6                                    | 21.1                                    | 21.7                                    | 21.7                                    | 22.8                                    | 21.9                                    |
| Lluvias (mm)                            | 5.1                                     | 12.7                                    | 20.3                                    | 68.6                                    | 35.6                                    | 0                                       | 5.1                                     | 2.5                                     | 5.1                                     | 25.4                                    | 40.6                                    | 22.9                                    | 243.8                                   |
| Fuente: Weatherbase                     |                                         |                                         |                                         |                                         |                                         |                                         |                                         |                                         |                                         |                                         |                                         |                                         |                                         |